# Байран
Байра́н — деревня в Юкаменском районе Удмуртии, в составе Ертемского сельского поселения.

## География
Улицы:
- Нагорная

## Население
Численность постоянного населения деревни составляет 3 человека (2007).